# Federazione Italiana Biliardo Sportivo
La Federazione Italiana Biliardo Sportivo (FIBiS) era una federazione sportiva italiana che assumeva il controllo di vigilare e stabilire il regolamento in vari giochi di biliardo, marcatamente sotto disciplina sportiva ed era in continuo collegamento con le federazioni sportive italiane.
Era in collegamento con le associazioni sportive di biliardo in tutta Italia, ma anche in diverse parti del mondo e, insieme, venivano organizzati gare e tornei sia provinciali che nazionali e mondiali, in cui i partecipanti dovevano essere segnalati da un tesseramento ed un'iscrizione valida.
Era riconosciuta dal CONI come disciplina sportiva associata e si è fusa nel 2022 con la Federazione Italiana Sport Bowling dando vita alla Federazione Italiana Sport Biliardo Bowling che è stata riconosciuta come Federazione Sportiva Nazionale.